# Ricky Williams
Ricky Williams (San Diego, 21 mei 1978) is een voormalig Amerikaans American football-Running back. Hij speelde van 1999 tot 2011 in de NFL bij 3 clubs, de New Orleans Saints (1999 tot 2001), de Miami Dolphins (2002-2005, 2007-2010) en de Baltimore Ravens (2011). Ook speelde Williams nog in de Canadese competitie voor de Toronto Argonauts (2006). Williams studeerde aan de universiteit van Texas waar hij in 1998 de Heisman Trophy won. Williams werd in 1999 als vijfde gekozen in de draft en had een zeer controversiële maar succesvolle carrière.

## Jeugd
Williams werd in 1978 geboren, en groeide op in San Diego, zijn ouders waren tieners toen Williams geboren werd, zijn moeder was 19, zijn vader 18. In 1983 toen Williams 5 jaar was gingen zijn ouders uit elkaar. Williams zorgde al op vroege leeftijd voor zijn jongere zusjes, hij kookte voor ze en deed nog andere huishoudelijke taken. Omdat zijn vader al vroeg het gezin verliet kreeg Williams last van woede-aanvallen. Dit leidde er toe dat zijn moeder hem naar een psychiater stuurde om te leren omgaan met zijn woede. Williams had ook veel moeite op school, ondanks dat hij een toets maakte waaruit bleek dat hij de intelligentie had van een persoon 2 keer zo oud als hem. Williams verklaarde later, Ik wist dat ik slim was maar ik was gewoon geen harde werker, pas in groep 7 realiseerde ik me pas hoe belangrijk school was, vanaf toen haalde ik pas betere cijfers. Op de middelbare school stond Williams bekend als een uitstekende leerling en hij werd vervolgens verkozen tot het San Diego Union-Tribune All-Academic team.
Toen Williams op de middelbare school arriveerde was hij 1 meter 75 lang en woog hij 70 kilo, Williams woog aan het begin van zijn junior seizoen 11 kilo zwaarder. Door zijn liefde voor harde tackles, begon Williams zijn middelbare school carrière als outside linebacker en strong safety later werd hij pas de vaste running back. Tijdens zijn middelbare school carrière had Williams een totaal van 4,129 rushing yards en 55 touchdowns, tijdens zijn senior seizoen had hij 2,099 rushing yards en 25 touchdowns, door deze prestaties werd hij verkozen tot San Diego Union-Tribune's speler van het jaar 1994.

## Universitaire carrière
Williams kreeg een studie-beurs aangeboden van de universiteit van Texas, waar hij van 1995 tot 1998 zou gaan studeren. Williams heeft 20 verschillende NCAA records gevestigd en werd de NCAA career rushing leider in 1998 met 6,279 rushing yards (dit werd in 1999 alweer verbroken door de Heisman Trophy winnaar van 1999 Ron Dayne). Williams had een sensationeel senior seizoen. Hij scoorde tijdens de eerste 2 wedstrijden, 9 touchdowns en had 385 rushing yards. Ook had hij een groot aandeel in het verslaan van de grote rivaal van Texas, de universiteit van Oklahoma. In die wedstrijd had hij 166 rushing yards en scoorde hij 2 touchdowns.
Williams verbrak het NCAA Divisie I-A career rushing touchdowns en career scoring record in 1998 met 73 touchdowns en 452 punten. (dit werd een jaar later verbroken door Travis Prentice), ook had Williams meer dan 200 rushing yards in twaalf verschillende wedstrijden (een NCAA record dat hij deelt met Ron Dayne en Marcus Allen). Williams won de 64e editie van de Heisman Trophy, Hiermee werd hij de tweede speler van Texas die de prijs in ontvangst mocht nemen, de andere was Earl Campbell.
Williams stond bekend als de "Texas Tornado".

### Universitaire Statistieken
|         |                 | Rushing | Rushing | Rushing | Rushing | Rushing | Rushing | Receiving | Receiving | Receiving |
| Seizoen | Team            | GP      | Att     | Yds     | Avg     | Long    | TD      | Rec       | Yds       | TD        |
| ------- | --------------- | ------- | ------- | ------- | ------- | ------- | ------- | --------- | --------- | --------- |
| 1995    | Texas Longhorns | 13      | 178     | 1,052   | 5.9     | 65      | 8       | 16        | 224       | 1         |
| 1996    | Texas Longhorns | 13      | 216     | 1,320   | 6.1     | 75      | 13      | 33        | 307       | 2         |
| 1997    | Texas Longhorns | 11      | 279     | 1,893   | 6.8     | 87      | 25      | 20        | 150       | 0         |
| 1998    | Texas Longhorns | 12      | 391     | 2,327   | 6.0     | 68      | 29      | 29        | 307       | 1         |
|         | Career          | 49      | 1,064   | 6,592   | 6.2     | 87      | 75      | 98        | 988       | 4         |

## Professionele carrière

### New Orleans Saints
Williams werd als vijfde gekozen in de NFL Draft van 1999 door de New Orleans Saints. Coach Mike Ditka had alle resterende picks geruild met een ander team om als vijfde te mogen kiezen. Dit was een zeer opmerkelijke keuze en werd door veel kenners bekritiseerd. Het was ook de enige keer in de historie van de draft dat een team maar één speler heeft gekozen.
Williams speelde drie seizoenen voor de Saints (1999–2001).  Williams was er redelijk succesvol, met twee 1,000 yard seizoenen in 2000 en 2001 seizoen.  In 2000 had hij precies 1,000 rushing yards en scoorde hij 9 touchdowns in 10 wedstrijden. Hij moest de zes resterende wedstrijden voorbij laten gaan door een blessure. De Saints eindigden het 2000 seizoen met een 10–6 record en wonnen hun eerste playoff wedstrijd ooit tegen de St. Louis Rams. Williams meest succesvolle seizoen kwam een jaar later in 2001, toen hij 1245 rushing yards verzamelde, hiermee eindigde hij als achtste in de NFL. Ook ving hij 60 passes die resulteerden in 511 yards. Dit was tevens zijn laatste seizoen in New Orleans.

### Miami Dolphins

#### Eerste verblijf

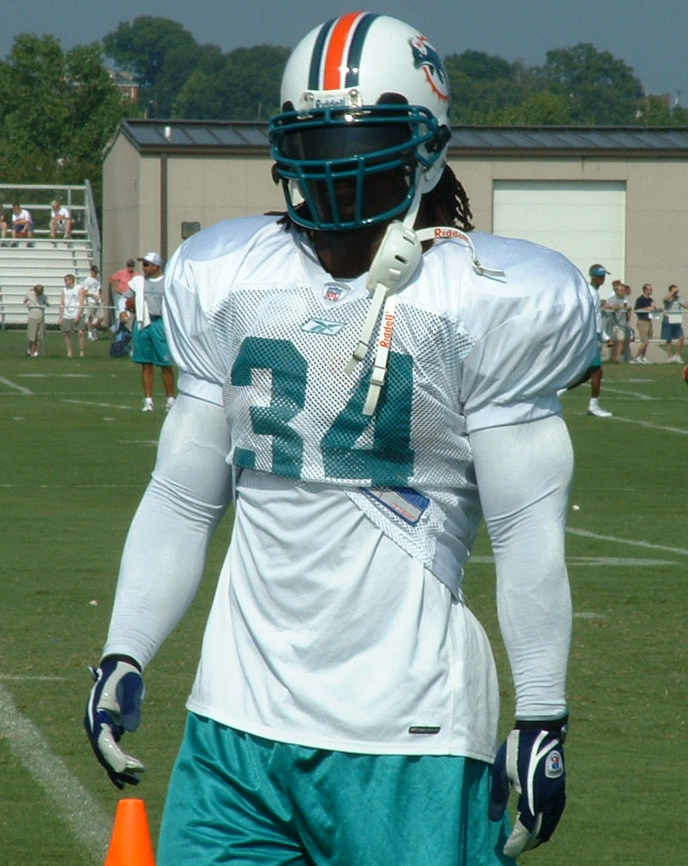
Williams tijdens zijn eerste periode bij de Dolphins.

Williams was betrokken in een ruildeal met de Miami Dolphins, de Saints ontvingen vier draft picks, inclusief twee eerste ronde picks. In zijn eerste seizoen spelend voor de Dolphins was Williams zeer succesvol, hij was de NFL leider in rushing yards met 1,853 yards. Hij werd vervolgens gekozen in het All-Pro team en mocht meespelen in de Pro Bowl.
Williams stond bekend om zijn dreadlocks, die hij tijdens een reis naar Australië afschoor. Williams stond bekend als zeer verlegen en was volgens zijn teamgenoot Joe Horn "gewoon een beetje anders". Horn verklaarde: "Mensen wilden altijd bij hem zijn omdat hij zo succesvol was, mensen wilden altijd iets van hem, hij had daar geen zin in en wilde gewoon alleen zijn. Het rare was dat niemand dat begreep. De jongens in de kleedkamer begrepen hem niet, ze konden niet begrijpen dat hij zo anti-sociaal was." Williams hield ook  tijdens interviews na de wedstrijd zijn helm (met getinte visor) op zodat hij geen oogcontact had met de journalisten. Williams werd later gediagnosticeerd met depressie en een sociale fobie.

#### Vervroegde pensioen
Op 14 mei 2004 werd bekend dat Williams positief had getest voor drugs. In december 2003 moest Williams ook al een boete van $650,000 dollar betalen en kreeg hij een schorsing van vier wedstrijden omdat hij Cannabis had gebruikt, volgens de NFL regels is dit verboden.
Volgens de geruchten had Williams al drie keer positief getest op een drugstest voordat hij op 2 augustus 2004 officieel bekendmaakte te stoppen met football. Williams mocht niet spelen in 2004. Tijdens dat seizoen ging hij Ayurveda studeren aan een universiteit in Californië, Ayurveda is een traditionele geneeswijze inheems aan het Indiase subcontinent. De Dolphins eindigden het seizoen met een 4–12 record.
Williams maakte later bekend geen spijt te hebben dat hij met football was gestopt, en noemde het de "de beste keuze uit mijn leven". Williams gaf toe dat hij zichzelf beter leerde kennen en leerde om te gaan met zijn depressie en sociale angsten.

### Terugkomst

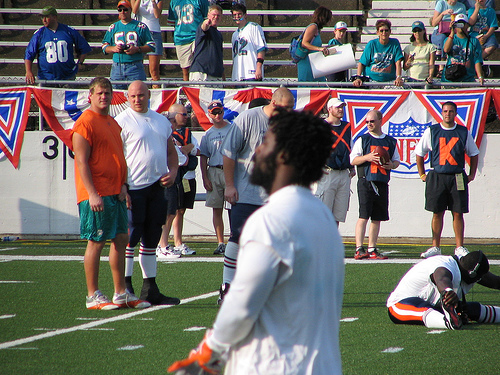
Williams tijdens de Hall of Fame wedstrijd

Williams keerde op 24 juli 2005 terug op het veld. Hij betaalde een deel van zijn salaris terug aan de Dolphins en moest vier wedstrijden aan zich voorbij laten gaan door de opgelegde schorsing. Williams eindigde het 2005 seizoen met zes touchdowns en had een gemiddelde van 4.4 yards per poging, ook verzamelde hij 743 rushing yards.
Op 20 februari 2006, maakte de NFL bekend dat Williams voor de vierde keer positief had getest op een drugstest. Zijn moeder gaf toe dat het niet door de cannabis kwam, Williams was in India ten tijde dat hij de test moet afleggen. Op 25 april 2006 maakte Williams bekend dat hij voor het hele 2006 seizoen geschorst was.

### Canadese competitie - Toronto Argonauts
Omdat Williams geschorst was door de NFL, besloot hij om het seizoen van 2006 te gaan spelen in de Canadese competitie om zijn conditie op peil te houden. In de 11 wedstrijden die hij speelde, had Williams 526 rushing yards en scoorde hij twee touchdowns.

### Terug naar Miami
Op 11 mei 2007 maakte een anoniem persoon bekend dat Williams weer een drugs-test gefaald had, dit bleek later niet waar te zijn.
Williams had een matig seizoen in 2007 en raakte geblesseerd. 
in het 2008 seizoen deed Williams het veel beter. Hij verzamelde 659 rushing yards en scoorde 4 touchdowns, hij speelde dat jaar in alle 16 wedstrijden.
In 2009, kreeg de startende running back Ronnie Brown een blessure waarmee hij het hele seizoen uitgeschakeld zou zijn. Williams, op dat moment 32, werd de starter voor de resterende wedstrijden dat jaar. Hij eindigde het seizoen met 1,121 rushing yards. Williams werd ook de zevende speler in de historie van de NFL die als 32-jarige, 1,000 rushing yards verzamelde.
In het 2010 seizoen had Williams 673 rushing yards en 2 touchdowns.

### Baltimore Ravens
Williams tekende een twee-jarig contract waarmee hij $2.5 miljoen dollar zou verdienen. Williams scoorde zijn eerste touchdown van het seizoen tegen de Houston Texans. Op 1 januari 2012 werd Williams de 26e speler in de geschiedenis van de NFL die 10,000 career rushing yards behaalde. Op 7 februari 2012 maakte Williams bekend te stoppen met football.

### NFL statistieken
Rushing Stats
| Jaar   | Team | Games | Carries | Yards  | Yards per Carry | Longest Carry | Touchdowns | First Downs | Fumbles | Fumbles Lost |
| ------ | ---- | ----- | ------- | ------ | --------------- | ------------- | ---------- | ----------- | ------- | ------------ |
| 1999   | NO   | 12    | 253     | 884    | 3.5             | 25            | 2          | 45          | 6       | 3            |
| 2000   | NO   | 10    | 248     | 1,000  | 4.0             | 26            | 8          | 56          | 6       | 3            |
| 2001   | NO   | 16    | 313     | 1,245  | 4.0             | 46            | 6          | 58          | 6       | 2            |
| 2002   | MIA  | 16    | 383     | 1,853  | 4.8             | 63            | 16         | 89          | 7       | 5            |
| 2003   | MIA  | 16    | 392     | 1,372  | 3.5             | 45            | 9          | 68          | 4       | 4            |
| 2005   | MIA  | 12    | 168     | 743    | 4.4             | 35            | 6          | 37          | 1       | 1            |
| 2007   | MIA  | 1     | 6       | 15     | 2.5             | 6             | 0          | 2           | 1       | 1            |
| 2008   | MIA  | 16    | 160     | 659    | 4.1             | 51            | 4          | 35          | 4       | 2            |
| 2009   | MIA  | 16    | 241     | 1,121  | 4.7             | 68            | 11         | 55          | 4       | 2            |
| 2010   | MIA  | 16    | 159     | 673    | 4.2             | 45            | 2          | 26          | 4       | 2            |
| 2011   | BAL  | 16    | 108     | 444    | 4.1             | 28            | 2          | 20          | 2       | 2            |
| Career |      | 147   | 2,431   | 10,009 | 4.1             | 68            | 66         | 491         | 45      | 29           |

## Privéleven
Williams heeft toegegeven dat hij zeer verlegen is en tijdens zijn leven te maken heeft gehad met depressie. Ook heeft hij de diagnose sociale fobie en Borderline-persoonlijkheidsstoornis gekregen. Williams gebruikte tijdens zijn carrière Cannabis om hiermee om te gaan, vanwege het gebruik werd hij meerdere keren geschorst. Later heeft hij Yoga ontdekt en daardoor hoefde hij geen drugs meer te gebruiken. Williams helpt tegenwoordig mensen met dezelfde problemen.